# Image acheiropoïète

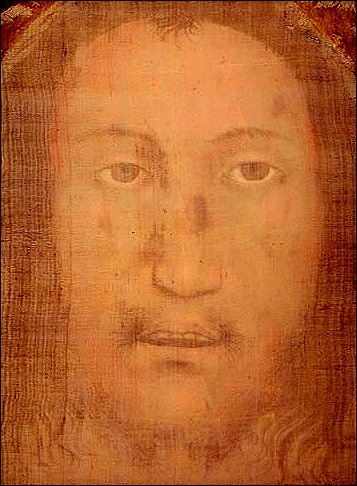
Voile de Manoppello.

Une image acheiropoïète (grec : αχειροποίητα ; latin : non hominis manu picta ; littéralement : non fait de main d'homme) est une image dont l'origine est inexpliquée, et serait, selon les croyants, miraculeuse. Il s'agit le plus souvent d'images du Christ ou de la Vierge Marie, les plus connues étant le suaire de Turin, Notre-Dame de Guadalupe et le voile de Manoppello. 
En France :
- la Vierge processionnaire Notre-Dame des Miracles gardée à l'église Saint-Nicolas de Saint-Maur-des-Fossés dans le Val-de-Marne est une statue acheiropoïète[3] ;
- le Christ de Sierck-les-Bains au nord-est de Thionville est une image acheiropoïète.

## Histoire
Le concept d'image achéiropoïète existe dans la littérature antique : Cicéron, à propos d'une représentation de Cérès, parle d'une image non faite de main d'homme et « tombée du ciel ».
C'est cependant à l'époque byzantine que les images achéiropoïètes prennent de l'importance : le Mandylion, ou image d'Édesse, en est le meilleur exemple. La première mention de son existence remonte au VIe siècle. De très nombreuses copies de cette image furent effectuées et devinrent des icônes. Pour expliquer les peintures achéiropoïètes, la tradition chrétienne rapporte qu'au moment où l'artiste était paralysé à cause de l'impossibilité de représenter sensiblement les traits de son modèle, un ange serait venu à son aide et aurait tenu son pinceau.

## Analyses scientifiques
Des scientifiques s'attachent à expliquer la formation de ces images. La plus célèbre d'entre elles est le suaire de Turin, dont les études réellement scientifiques ont commencé à la fin du XIXe siècle. Des études portent aussi sur la Vierge de Guadalupe et de façon plus récente sur le voile de Manoppello.